# Lenguas kru
Las lenguas kru (también llamadas lenguas craví) forman parte de la familia de lenguas Níger-Congo y son utilizadas en una área geográfica que abarca desde el sur y este de Liberia hasta el este de Costa de Marfil. La denominación kru es de origen desconocido y, según Diedrich Westermann (1952), es «usada por los europeos para llamar a un número de clanes que hablan dialectos relacionados»; Marchese (1989) apunta otros orígenes para el término.

## Clasificación
Westermann (1927) y Greenberg (1963) clasificaron erróneamente a las lenguas kru dentro de las lenguas kwa, pero la mejora de la documentación de muchas lenguas y el avance del trabajo comparativo permitió a Bennett y Sterk (1977) considerar el kru como una lengua diferente del kwa, ambas del tronco Volta-Congo, pero en ramas separadas (el grupo kru se considera actualmente dentro del Volta-Congo occidental y el grupo kwa dentro del Volta-Congo oriental).
Westermann argumenta que el término «kru» es el resultado de la confusión del autoglotónimo «klao» (una lengua kru) con el témrino inglés «crew», 'tripulación', y previamente al siglo XX los krumen (confundible con crew men) formaron parte de la tripulación de barcos europeos.

### Clasificación interna
La mayor parte de lenguas kru están estrechamente emparentadas, tal como observó Westermann. Este parentesco es compatible con un asentamiento tardío dentro de la espesa selva tropical cerca de la costa; este grupo se denomina kru nuclear. Además de este núcleo de lengua estrechamente emparentadas, Marchese (1989) encontró otras tres lenguas kru independientes que parecen constituir ramas independientes: el kuwaa, el tiegba-abrako (aizi) y el siamou (sɛmɛ).
La organización de las lenguas kru ampliamente basada en Machese es:

|  | Godié |
|  |       |
|  | Kouya |
|  |       |

|  | Bakwé |
|  |       |
|  | Wané  |
|  |       |

|  | Godié |
|  |       |
|  | Kouya |
|  |       |

|  | Bakwé |
|  |       |
|  | Wané  |
|  |       |

|  | Bassa                      |
|  |                            |
|  | Grebo (Complejo geolectal) |
|  |                            |
|  | Guere (Complejo geolectal) |
|  |                            |
|  | Klao                       |
|  |                            |

|  | Tiegba |
|  |        |
|  | Abrako |
|  |        |

|  | Godié |
|  |       |
|  | Kouya |
|  |       |

|  | Bakwé |
|  |       |
|  | Wané  |
|  |       |

|  | Godié |
|  |       |
|  | Kouya |
|  |       |

|  | Bakwé |
|  |       |
|  | Wané  |
|  |       |

|  | Bassa                      |
|  |                            |
|  | Grebo (Complejo geolectal) |
|  |                            |
|  | Guere (Complejo geolectal) |
|  |                            |
|  | Klao                       |
|  |                            |

|  | Tiegba |
|  |        |
|  | Abrako |
|  |        |

La clasificación de Ethnologue es similar:
- Aizi
- Kuwaa
- Siamou (sɛmɛ)
- Kru oriental: Bakwe, Bété, Dida, Kodia
- Kru occidental: Bassa, Dewoin, Gbii, Glio-Oubi, Grebo, Jabo, Klao, Krumen, Tajuasohn, Wee (Daho-Doo, Glaro-Twabo, Konobo, Krahn, Ñabwa, Sapo, Wè, Wobe).

## Descripción lingüística

### Fonología
Marchese señala que la raíz en proto-kru tiene la forma protípica: *CVCV-(CV) o bien *CVV, por lo que interpreta que las sílabas de la forma CLV son derivadas de raíces *CVCV. El mismo autor considera que un inventario probable para el proto-kru sería:
|             |             | bilabial | alveolar | palatal | velar | labiovelar |
| ----------- | ----------- | -------- | -------- | ------- | ----- | ---------- |
| Oclusiva    | sorda       | *p       | *t       | (*c)    | *k    | *kp        |
| Oclusiva    | sonora      | *b       | *d       | (*ɟ)    | *g    | *gb        |
| Implosiva   | Implosiva   | *ɓ       |          |         |       |            |
| continuante | continuante |          | *l, *s   | (*y)    |       | *w         |
| nasal       | nasal       | *m       | *n       | (*ɲ)    |       |            |
Los fonemas palatales /*c, *ɟ, *ɲ/ sólo habrían llegado a ser distintivos en el último estadio del proto-kru (proto-kru II) como resultado de asimilaciones de vocales en raíces CVV o CVCV del proto-kru más antiguo (proto-kru I):
proto-kru II *kwlá 'arbusto' < proto-kru I **kʋlá
proto-kru II  *cʋh 'luna' < prot-kru I **kí-ʋ, compárese el kuwaa kewu con la consonante intacta.
proto-kru II *ɟlù  'rocío'  < proto-kru I **dilù
El fonema /*y/ podría ser una variante palatal de /*l, *d/. En cuanto a las vocales el inventario vendría dado por:
|              | orales  | orales    | orales   | nasales | nasales   | nasales |
| anterior     | central | posterior | anterior | central | posterior |         |
| ------------ | ------- | --------- | -------- | ------- | --------- | ------- |
| casicerradas | ɪ       |           | ʊ        | ɪ̃       |           | ʊ̃       |
| semicerrada  | e       |           | o        |         |           |         |
| semiabiertas | ɛ       |           | ɔ        | ɛ̃       |           | ɔ̃       |
| abiertas     |         | a         |          |         | ã         |         |
En proto-kru habrían existido cuatro tones de nivel. En muchas lenguas kru modernas el número de tones ha pasado a 3 y se han producido ciertas innovaciones debido a la interacción del tono silábico con la consonante inicial así como sonorización de consonantes. El tono en todas las lenguas kru el tono tiene un gran rendimiento tanto en la distinción léxica como en la gramática (por ejemplo tanto la primera y segunda personas, tanto en singular como en plural, como la distinción entre perfecto e imperfecto o la negación se realizan tonalmente).

### Isoglosas
La distinción entre el kru oriental y el kru oriental se basa en el diferente tratamiento de ciertos fonemas del proto-kru que dan lugar a varias isoglosas que distinguen a los dos grupos. El siguiente cuadro muestra algunas isoglosas fonéticas:
| GLOSA    | Isoglosa | Kru occidental | Kru occidental | Kru occidental | Kru occidental | Kru occidental | Kru occidental | Kru occidental | Kru occidental | Kru oriental | Kru oriental | Kru oriental | Kru oriental | Kru oriental | Kru oriental   |
| GLOSA    | Isoglosa | Nyabwa         | Wobé           | Gueré          | Tepo           | Klao           | Bakwé          | Bassa          | PROTO- KRU Oc. | Neyo         | Godié        | Dida         | Bete         | Kouya        | PROTO- KRU Or. |
| -------- | -------- | -------------- | -------------- | -------------- | -------------- | -------------- | -------------- | -------------- | -------------- | ------------ | ------------ | ------------ | ------------ | ------------ | -------------- |
| 'árbol'  | t: s     | tū             | tū             | tū             | tūgbɛ̀          | tū             | tūú            | cū             | *tū            | sū           | sū           | sū           | sū           | sū           | *sū            |
| 'nombre' | ɲ: ŋ     | ɲlɩ́            | ɲɩ́nɩ́           | ɲnɩ́            |                | ɲnɛ́            | ɲrɩ́            |                | *ɲlɩ́           |              | ŋlʉ          | ŋlɩ́          | ŋlɩ́          | ŋnɩ́          | *ŋlɩ́           |
| 'mujer'  | ɲ: ŋ     |                | ɲnáákpʋ̄        | ɲnɔ́            | ɲrʋgba         |                | ŋlʋ́ʋ́           |                |                | ŋlɔ́          | ŋwlɔ́         | ŋlɔ́          | ŋɔ̄           | ŋwnɔ́         |                |
| 'perro'  | gb: gw   | gbē            | gbē            | gbē            | gbǐ            | gbè            |                | gbē            | *gbe           |              | gwe-yi       | go-yi        | gwē          | gwɩ̄          | *gwɩ           |
Y este otro muestra algunas isoglosas léxicas:
| GLOSA    | Kru occidental | Kru occidental | Kru occidental | Kru occidental | Kru occidental | Kru occidental | Kru occidental | Kru occidental | Kru oriental | Kru oriental | Kru oriental | Kru oriental | Kru oriental | Kru oriental   |
| GLOSA    | Nyabwa         | Wobé           | Gueré          | Tepo           | Klao           | Bakwé          | Bassa          | PROTO- KRU Oc. | Neyo         | Godié        | Dida         | Bete         | Kouya        | PROTO- KRU Or. |
| -------- | -------------- | -------------- | -------------- | -------------- | -------------- | -------------- | -------------- | -------------- | ------------ | ------------ | ------------ | ------------ | ------------ | -------------- |
| 'fuego'  | nɛ̄             | nɛ̄             | nɛ̄             | nā             |                |                |                | *nɛ̄            | kòsù         | kòsù         | kòsù         | kòsù         | kòsù         | *kòsù          |
| 'diente' | ɲnɩ́            | ɲnɩ́ nynɩɛ      | ɲnɩ́ɛ̀           | ɲɛ́ɛ̄            | ɲɛ́             | glɛ̀            | ɲɛ́nɛ́           | *nynɩ          | grē          | glē          |              | glē-yǐ       | gla          | *gle           |

### Orden sintáctico
Las lenguas kru actualmente son SVO, aunque retienen muchos rasgos típicos del orden OV, por ejemplo:
- La formación del futuro:

(1) ɔ lï sʉkʌ (SVO) → ɔ yi sʉkʌ lï (S Aux O V)
'come arroz' → 'comerá arroz'
- el genitivo precede al nombre (con o sin el asociativo *a):

(Nyabwa) gbe á kpá 'bone de dog'
- Existencia de postposiciones
- Orden OV en la formación de compuestos.
- Las lenguas kru son exclusivamente sufijantes. Esto se refleja tanto en la formación del plural de los nombres, como en la morfología verbal (voz aplicativa, voz pasiva, valencia).

### Tiempo y aspecto
En cuanto al aspecto gramatical, el proto-kru tenía una forma de perfecto (no marcada) y una forma de imperfecto. El imperfecto es la forma marcada originalmente se usaba en una estructura: sintagma posposicional + a + V-e (Marchese, 1982). En algunas lenguas la partícula a ha desaparecido, en otras se ha convertido en afijo, también en muchas lenguas el sufijo verbal -e ha evolucionado hasta dar un tono medio. Además se puede reconstruir un aspecto progresivo para el proto-kru del tipo: "*Él está-en baño-lugar" para significar 'se está bañando'. El tiempo gramatical es secundario, sin llegar a desempeñar un papel tan prominente como el aspecto gramatical, existe evidencia para poder reconstruir un pasado reciente y un pasado remoto. El primer estaría marcada mediante sufijos -a o -i como los que se encuentran en godie y dewoin, mientras que el segundo se marcaría son sufijos del tipo -o, -wo, -wʌ. En las lenguas modernas ha habido diversas innovaciones para expresar el tiempo mediante adverbios temporales, usados fundamentalmente en klao, cedepo, tepo, kroumen o Bassa.

### Pronombres
En cuanto a los pronombres personales de tercera persona se distinguen claramente entre las formas para referente humano y las formas para referente no humano. En algunas lenguas existe una distinción jerárquica triple: humano > animal grande > otros.
Por esa razón se reconstruye el pronombre de tercera persona singular humano *ɔ, mientras que para referentes no humanos existirían otras categorías para no humanos reconstruibles como: *a, *ɛ, *ʊ. en muchos casos estas categorías responde a criterios claramente semánticos que relacionan los marcadores de categoría con los de otros subgrupos de lenguas Níger-Congo. Actualmente, sin mebargo, el sistema es básicamente fonológico en diversas lenguas: En kru oriental, la terminación para no humanos frente a vocal anterior es -ɛ, frente a vocal central es -a, y frente a vocal posterior es -ʊ. En godié todavía existe relación semántica así la forma en -ɛ se usa para la clase de animales grandes (aunque muchos toman la terminación -a en plural).
mlɛ 'animal [grande], fiera'
Ɉɛ antilopinae
lʋɛ 'elefante'
glɛ 'especie mono'
kaɓɛ 'especie de mono'
tlɛ 'serpiente'
gbalɛ 'hipopótamo'
bɔlɛ 'mono (genérico)'
ɓlɛ 'búfalo'
gwɛ 'chimpanzé'
ɓaɓlɛ 'oveja'
ɓlɛ 'antílope'
kpəkɛ 'cocodrilo'
dʋdʋzʋɛ 'vermilingua'
Por otra parte los nombres godié que acaban en -ʊ se refieren a líquidos o nombres no contables:
| Líquidos                                                                         | Masas gaseosas                                                                       | Elementos naturales                                                    | Miscelánea                                           |
| -------------------------------------------------------------------------------- | ------------------------------------------------------------------------------------ | ---------------------------------------------------------------------- | ---------------------------------------------------- |
| ɲʊ́ 'agua' ɓlʊ 'leche' dlʊ 'sangre' nʊ 'bebida alcohólica' zo 'sopa' bubʊ 'dulce' | jlʊ̀ 'niebla' vʊvɔlʊ 'viento' gbaylʊ 'humo' ɓàɓʊ̀ 'polvo' nyɔmʊ 'aire' zùzʊ 'espíritu' | kòsu 'fuego' lagɔ 'cielo, dios' dʊdʊ 'tierra' ylʊ 'sol' cʊ 'luna, mes' | glʊ “soil” wlʊ́ “head” lʊ “song” blɔ “road” ylʊ “day” |

### Comparación léxica
Los numerales reconstruidos para diferentes grupos de lenguas kru son:
| GLOSA | PROTO-KRU ORIENTAL | PROTO-KRU OCCIDENTAL | Kuwaa    | Seme (Siamou) | PROTO- KRU |
| ----- | ------------------ | -------------------- | -------- | ------------- | ---------- |
| '1'   | *ɓlo               | *doː                 | deː      | byẽ́ː          | *ɓlo *doː  |
| '2'   | *sɔː               | *sɔ̃ː                 | sɔ̃r      | nĩ́ː           | *sɔ̃ː-      |
| '3'   | *taː               | *tãː                 | tãː      | tyáār         | *tãːr      |
| '4'   | *mo-na             | *ɲiɛ̃̀                 | ɲìyɛ̀hɛ   | yūr           | *ɲiyɛ̃̀hɛ    |
| '5'   | *ɡb͡ɨ               | *mum                 | wàyɔ̀ː    | kwɛ̃̄l          | ?          |
| '6'   | *5+1               | *5+1                 | wɔ̀rfɔlɛ̀  | kpã̄â          | *5+1       |
| '7'   | *5+2               | *5+2                 | kɔrlɔrɔ̃r | kĩ̄î           | *5+2       |
| '8'   | *5+3               | *5+3 *4+4            | kwatã̀ː   | kprɛ̄n̂         | *5+3       |
| '9'   | *5+4               | *5+4 *10-1           | kɔ̃yĩ̀yɛ̀hɛ | kɛ̄l           | *5+4       |
| '10'  | *kʊɡb͡a             | *pu(e)               | kowaː    | fú            | *kʊɡb͡a *pu |